# Анастасівська сільська рада (Роменський район)
Анастасівська сільська́ ра́да — орган місцевого самоврядування в Роменському районі Сумської області. Адміністративний центр — село Анастасівка.

## Загальні відомості
- Населення ради: 1 553 особи (станом на 2001 рік)

## Населені пункти
Сільській раді були підпорядковані населені пункти:
- с. Анастасівка
- с. Закубанка
- с. Новопетрівка
- с. Попівщина
- с. Саханське
- с. Світівщина
- с. Якимовичі

## Склад ради
Рада складалася з 16 депутатів та голови.
- Голова ради: Литвиненко Анатолій Григорович

### Керівний склад попередніх скликань
| Прізвище, ім'я, по батькові    | Основні відомості                                                                     | Дата обрання | Дата звільнення |
| ------------------------------ | ------------------------------------------------------------------------------------- | ------------ | --------------- |
| Литвиненко Анатолій Григорович | Сільський голова, 1955 року народження, освіта незакінчена вища, безпартійний         | 26.03.2006   | 31.10.2010      |
| Литвиненко Анатолій Григорович | Сільський голова, 1955 року народження, освіта незакінчена вища, член Партії регіонів | 31.10.2010   |                 |

Примітка: таблиця складена за даними сайту Верховної Ради України